# تپه دره بصری
تپه دره بصری مربوط به عصر مس - عصر آهن دو I است و در شهرستان بروجرد، بخش مرکزی، دهستان شیروان، ۵۰۰ متری شمال بصری واقع شده و این اثر در تاریخ ۲۸ اسفند ۱۳۸۵ با شمارهٔ ثبت ۱۸۳۸۱ به‌عنوان یکی از آثار ملی ایران به ثبت رسیده است.